# Joop den Uyl
Johannes Marten den Uijl, más conocido como Joop den Uyl (Hilversum, 9 de agosto de 1919 - Ámsterdam, 24 de diciembre de 1987) fue un economista y político neerlandés. Ejerció como primer ministro de los Países Bajos desde 1973 hasta 1977, y sirvió como vice primer ministro durante el gobierno de Dries van Agt. Fue además líder del Partido del Trabajo (PvdA) desde 1966 hasta 1986, y vicepresidente de la Internacional Socialista.
Proveniente de una familia calvinista de orígenes humildes, obtuvo el doctorado en Economía por la Universidad de Ámsterdam. Durante la Segunda Guerra Mundial estuvo trabajando en publicaciones clandestinas de la resistencia neerlandesa contra la ocupación nazi, entre ellas el diario Het Parool. Entre 1949 y 1963 fue director de la Fundación Wiardi Beckman, el centro de reflexión adscrito al Partido del Trabajo, y de ahí dio el salto a la política: primero como concejal electo de Ámsterdam (1953) y después como miembro de la Cámara de Representantes (1956). Entre 1965 y 1966 ejerció como ministro de Economía en el gabinete de Jo Cals, cargo que dejó para asumir el liderazgo del PvdA.
Durante su etapa como primer ministro lideró un gobierno de coalición junto con socioliberales y la izquierda cristiana. Su gabinete tuvo que afrontar los efectos de la crisis del petróleo de 1973 y el escándalo del príncipe Bernardo. A nivel ejecutivo desarrolló medidas sociales como el salario mínimo juvenil, el aumento de las coberturas y un recorte del gasto militar. No obstante, en los comicios de 1977 se vio desbancado por el democristiano Dries van Agt. Después de ejercer como líder de la oposición durante los siguientes cuatro años, en las elecciones de 1981 llegó a un acuerdo con Van Agt para formar otra coalición en la que asumiría tres carteras: vicepresidencia, Empleo y Asuntos Sociales, y Relaciones con las Antillas Neerlandesas. Con su final en 1982 renunció al liderazgo del grupo parlamentario, y en 1986 fue reemplazado en el partido por Wim Kok. Aun así, mantuvo el escaño hasta su muerte a los 68 años por un tumor cerebral.
Fue presidente del Consejo Europeo en el segundo semestre de 1976, siendo sucedido por el ministro británico James Callaghan.